# انوپام تریپاتی
انوپام تریپاتی (انگلیسی: Anupam Tripathi; کره‌ای: 아누팜 트리파티؛ زادهٔ ۲ نوامبر ۱۹۸۸) بازیگر هندی ساکن در کره جنوبی است. او در فیلم‌ها و مجموعه‌های تلویزیونی کره جنوبی مختلفی بازی کرده‌است. او اولین نقش اصلی خود را با نام علی عبدل در مجموعهٔ تلویزیونی بقای نتفلیکس، بازی مرکب (۲۰۲۱) انجام داد که باعث محبوبیت او شد.

## اوایل زندگی
انوپام تریپاتی در دهلی نو، هند در یک خانواده‌ای متوسط به دنیا آمد.
او در سال ۲۰۰۶ آموزش خوانندگی و بازیگری را آغاز کرد. تریپاتی در سال ۲۰۱۰ به کره جنوبی نقل مکان کرد تا در دانشگاه ملی هنرهای کره تحصیل کند و از آن زمان در آنجا اقامت دارد. او به دشواری اولیه در سازگاری با اختلاف فرهنگی و زبانی اشاره کرد. تا سال ۲۰۲۱، او مدرک کارشناسی ارشد خود را در رشتهٔ بازیگری، به پایان رساند.

## حرفه
او حرفهٔ بازیگری را در سال سوم دانشگاه در نمایش‌ها و تبلیغات تجاری کره جنوبی آغاز کرد. اولین بازی خود در یک فیلم را در قصیده‌ای برای پدرم (۲۰۱۴) انجام داد. او در نمایش 불량청년 که برای سی و ششمین جشنوارهٔ تئاتر سئول انتخاب شد، نقش کوچکی به عنوان متخصص بمب ایفا کرد که برای استقلال کره مبارزه می‌کند. او نقش‌های کوچک و بدون نام مختلفی در فیلم‌ها مانند رفتگرهای فضایی (۲۰۲۱) و مجموعه‌های تلویزیونی مانند پلی‌لیست بیمارستان (۲۰۲۰) بازی کرد.
اولین نقش اصلی تریپاتی یک کارگر فاقد ویزای پاکستانی به نام علی عبدل در مجموعهٔ اصلی نتفلیکس، بازی مرکب بود. کارگردان هوانگ دونگ-هیوک گفت: «پیداکردن بازیگران خوب خارجی در کره سخت بود.» او تریپاتی را به خاطر توانایی بازیگری احساسی و تسلط و شیوایی در زبان کره‌ای انتخاب کرد. پس از موفقیت بین‌المللی این مجموعه، تریپاتی از حدود ۱۰٬۰۰۰ دنبال‌کننده در اینستاگرام پیش از پخش این مجموعه، به ۲٫۵ میلیون دنبال‌کننده تا ۶ اکتبر ۲۰۲۱ رسید.

## فیلم‌شناسی

### فیلم
| سال  | عنوان             | نقش             | توضیحات | منبع   |
| ---- | ----------------- | --------------- | ------- | ------ |
| ۲۰۱۴ | قصیده‌ای برای پدرم | مرد سریلانکایی  |         | [ ۲ ]  |
| ۲۰۱۵ | تلفن              | چارلز           |         | [ ۱۰ ] |
| ۲۰۱۶ | اسورا: شهر جنون   | کارگر هندی      |         | [ ۱۱ ] |
| ۲۰۱۶ | لاک کی            | مرد هندی        |         | [ ۱۱ ] |
| ۲۰۱۷ | قلب تیره          | مدیر کارخانه    |         | [ ۱۰ ] |
| ۲۰۱۷ | اپراتور ضربان قلب | آشپز نپالی      |         |        |
| ۲۰۱۹ | خانم‌های پلیس      | عربستانی زیردست |         |        |
| ۲۰۲۱ | رفتگرهای فضایی    | دستیار سالیوان  |         | [ ۲ ]  |
| ۲۰۲۱ | ناپدید شدن        |                 |         |        |
| ۲۰۲۱ | شب هشتم           | واعظ            | صدا     | [ ۲ ]  |

### تلویزیون
| سال  | عنوان             | نقش                               | توضیحات                 | منبع          |
| ---- | ----------------- | --------------------------------- | ----------------------- | ------------- |
| ۲۰۱۵ | عشق هوگو          |                                   |                         | [ ۴ ]         |
| ۲۰۱۵ | بیا بخوریم ۲      | پیشخدمت هندی رستوران              | حضور افتخاری (قسمت ۴)   | [ ۴ ]         |
| ۲۰۱۶ | نسل خورشید        | مردی که کفش را به دکتر کانگ می‌دهد | حضور افتخاری (قسمت ۶–۷) | [ ۱۲ ]        |
| ۲۰۱۷ | درخشش باران       | مشتری سوک-هی                      |                         |               |
| ۲۰۱۷ | عشق انقلابی       | کارگر دنبال شغل پشت سر بیون هیوک  | قسمت ۵                  |               |
| ۲۰۱۹ | سرگذشت آسدال      |                                   |                         |               |
| ۲۰۱۹ | غریبه‌هایی از جهنم | کمیل                              |                         |               |
| ۲۰۲۰ | پلی‌لیست بیمارستان | همکار بیمار خارجی                 | حضور افتخاری (قسمت ۴)   | [ ۲ ]         |
| ۲۰۲۱ | راننده تاکسی      |                                   | حضور افتخاری (قسمت ۹)   | [ ۲ ]         |
| ۲۰۲۱ | بازی مرکب         | علی عبدل                          | نقش اصلی                |               |
| ۲۰۲۳ | پادشاه سرزمین     | شاهزاده سمیر                      |                         | [ ۱۳ ] [ ۱۴ ] |

### تئاتر
| سال  | عنوان      | نقش   | توضیحات | منبع  |
| ---- | ---------- | ----- | ------- | ----- |
| ۲۰۱۵ | '불량청년' | مازار |         | [ ۴ ] |